# Gymnastique aux Jeux olympiques d'été de 2020
Navigation
Rio de Janeiro 2016 Paris 2024
Aux Jeux olympiques de 2020, trois disciplines de gymnastique sont au programme : la gymnastique artistique, la gymnastique rythmique et le trampoline.